# Кајманска Острва на Светском првенству у атлетици у дворани 2018.
Кајманска Острва су учествовала на 17. Светском првенству у атлетици у дворани 2018. одржаном у Бирмингему од 1. до 4. марта осми пут. Репрезентацију Кајманских Острва представљао је један такмичар који је учествовао у трци на 60 метара.,
На овом првенству такмичар са Кајманских Острва није освојио ниједну медаљу нити је остварио неки резултат јер је дисквалификован.

## Учесници
Мушкарци:
- Кемар Хајман — 60 м

## Резултати

### Мушкарци
| Атлетичар    | Дисциплина | Лични рекорд | Квалификација   | Квалификација   | Полуфинале           | Полуфинале           | Финале               | Финале               | Детаљи |
| Атлетичар    | Дисциплина | Лични рекорд | Резултат        | Место           | Резултат             | Место                | Резултат             | Место                | Детаљи |
| ------------ | ---------- | ------------ | --------------- | --------------- | -------------------- | -------------------- | -------------------- | -------------------- | ------ |
| Кемар Хајман | 60 м       | 6,56 НР      | дисквалификован | дисквалификован | Није се квалификовао | Није се квалификовао | Није се квалификовао | Није се квалификовао |        |